# 골격 구조식

헤테로 원자, 삼중 결합, 페닐기 및 입체화학의 골격 표현을 특징으로 하는 항우울제인 에스시탈로프람의 골격 구조식

골격 구조식(骨格構造式, 영어: skeletal formula)은 유기 화합물 분자의 결합과 분자 기하의 일부 세부 사항을 간략하게 표현하는 분자 구조식의 일종이다. 골격 구조식은 분자를 구성하는 골격 원자로 구성된 분자의 골격 구조 또는 골격을 나타낸다. 골격 구조식은 2차원으로 표현된다. 골격 구조식은 유기화학에서 가장 일반적으로 탄소와 수소 원자를 나타내는 특정 규칙을 사용한다.

## 같이 보기
- 구조식